# Hovatoma impressicollis
Hovatoma impressicollis är en skalbaggsart som först beskrevs av Leon Fairmaire 1901.  Hovatoma impressicollis ingår i släktet Hovatoma och familjen långhorningar.
Artens utbredningsområde är Madagaskar. Inga underarter finns listade i Catalogue of Life.